# 榎亮太朗
榎 亮太朗（えのき りょうたろう、1975年12月18日 - ）は、東京都出身の俳優。infini所属。

## 人物
身長182cm。体重69kg。
趣味はスノーボード、スケボー、サーフィン。特技は殺陣（現代劇・時代劇）、料理、大工仕事。

## 出演作品

### テレビドラマ
- ドラマW（WOWOW）
  - 交渉人（2003年）
  - 真夜中のマーチ（2007年）
- ギラギラ（2008年、テレビ朝日）
- 日本史サスペンス劇場 / 特別版『東大落城』安田講堂36時間の攻防戦…40年の真相SP（2009年、日本テレビ） - 高崎通浩
- 木曜劇場 / コード・ブルー -ドクターヘリ緊急救命- 2nd season 第9話（2010年、フジテレビ） - 田上信夫
- 月曜ゴールデン / 無敵のおばさん 小早川千冬・正義の事件簿（2010年、TBS）
- 相棒ten 第8話「フォーカス」（2011年、テレビ朝日） - 井出彰紀
- 金曜ナイトドラマ / ジウ 警視庁特殊犯捜査係 第3、4話（2011年、テレビ朝日） - 中田
- 土曜ワイド劇場 / 西村京太郎トラベルミステリー 第58作「山形新幹線・つばさ129号の女!」（2012年、テレビ朝日） - 金村刑事
- SUMMER NUDE 第2話（2013年、フジテレビ） - 青山
- 月曜ミステリーシアター / SAKURA〜事件を聞く女〜 第8話（2014年、TBS） - 木川雅文
- プレミアムドラマ / PTAグランパ!（2017年、NHK BSプレミアム） - 父親
- 宇宙戦隊キュウレンジャー Space.15（2017年、テレビ朝日） - 村人

### 映画
- KARAOKE-人生紙一重-（2005年）
- PRIVATE DREAMS（2007年）
- クローズZERO II（2009年、東宝） - 鳳仙学園メンバー
- カイジ 人生逆転ゲーム（2009年、東宝）
- LONG CARAVAN（2009年） - ヒデキ
- 誘拐ラプソディー（2010年、角川映画）
- セイジ -陸の魚-（2012年、ギャガ） - サラリーマン
- 寄生獣（2014年、東宝） - SAT隊員
- ××× KISS KISS KISS（2015年） - 取り立て屋

### Vシネマ
- 実録・竹中正久の生涯 荒らぶる獅子 外伝（2004年）
- 極道・高山登久太郎の軌跡 鉄 KUROGANE（2004年）
- 群狼の伝説 血の報復決戦（2009年） - 日高徹
- 麻雀飛龍伝説 天牌 -TENPAI- - 影村遼
  - 麻雀飛龍伝説 天牌 -TENPAI- 四川弔激闘史（2010年）
  - 麻雀飛龍伝説 天牌 -TENPAI- 黒沢最終決戦史（2010年）
  - 麻雀飛龍伝説 天牌 -TENPAI- 元禄闘牌決戦史（2011年）
  - 麻雀飛龍伝説 天牌 -TENPAI- 無間地獄脱出史（2011年）
- 極道の紋章（2010年） - 小坂賢

### 舞台
- ピカレスクpp行進曲♪（2005年）
- 長月の訪問者〜時空忍者奇伝〜（2005年）
- もののふ魂（2008年） - 坂本龍馬
- 外道ノ國ニ生マレテ（2009年）
- 赤紙 JAP プライド（2009年）
- 1968・12・10雨『無血』（2010年）
- 孤という毒（2022年） - 声の出演

### CM
- メンズアートネイチャー 「積極バンジー」篇（2016年）

### VP
- 三井不動産 〜豊洲PJ〜（2013年） - 父親

### 広告
- リクルート住宅情報誌（2009年） - 父親
  - ブランズシティ守谷
  - フーランサ・テピアス
- SUBARU EyeSight（2010年）